# Selecció de futbol de l'URSS
La selecció de futbol de l'URSS representà a la Unió Soviètica a les competicions internacionals de futbol. Era controlada per la Federació de Futbol de l'URSS.

## Caiguda de l'URSS
El 1991, l'URSS es va dissoldre i es va separar en 15 estats independents, els quals van formar les seves pròpies seleccions de futbol:
- Armènia
- Azerbaidjan
- Plantilla:Country data Belarús
- Estònia, existent prèviament entre 1920 i 1939.
- Geòrgia
- Kazakhstan
- Plantilla:Country data Kirguizstan
- Letònia, existent prèviament entre 1922 i 1940.
- Lituània, existent prèviament entre 1923 i 1939.
- Moldàvia
- Rússia, existent prèviament entre 1912 i 1922.
- Tadjikistan
- Turkmenistan
- Ucraïna
- Uzbekistan

La FIFA reconeix la selecció russa com l'antecessora i l'actual successora de la dissolta selecció de l'URSS, malgrat que els equips soviètics estaven formats en gran part per jugadors originaris d'altres repúbliques soviètiques, com per exemple, Ucraïna.

## Participacions en la Copa del Món
Campions      Finalistes      Tercers      Quarts
| Historial a la Copa del Món | Historial a la Copa del Món                                                 | Historial a la Copa del Món                                                 | Historial a la Copa del Món                                                 | Historial a la Copa del Món                                                 | Historial a la Copa del Món                                                 | Historial a la Copa del Món                                                 | Historial a la Copa del Món                                                 | Historial a la Copa del Món                                                 |
| Edició                      | Ronda                                                                       | Posició                                                                     | PJ                                                                          | PG                                                                          | PE                                                                          | PP                                                                          | GF                                                                          | GC                                                                          |
| --------------------------- | --------------------------------------------------------------------------- | --------------------------------------------------------------------------- | --------------------------------------------------------------------------- | --------------------------------------------------------------------------- | --------------------------------------------------------------------------- | --------------------------------------------------------------------------- | --------------------------------------------------------------------------- | --------------------------------------------------------------------------- |
| 1930                        | No hi participà                                                             | No hi participà                                                             | No hi participà                                                             | No hi participà                                                             | No hi participà                                                             | No hi participà                                                             | No hi participà                                                             | No hi participà                                                             |
| 1934                        | No hi participà                                                             | No hi participà                                                             | No hi participà                                                             | No hi participà                                                             | No hi participà                                                             | No hi participà                                                             | No hi participà                                                             | No hi participà                                                             |
| 1938                        | No hi participà                                                             | No hi participà                                                             | No hi participà                                                             | No hi participà                                                             | No hi participà                                                             | No hi participà                                                             | No hi participà                                                             | No hi participà                                                             |
| 1950                        | No hi participà                                                             | No hi participà                                                             | No hi participà                                                             | No hi participà                                                             | No hi participà                                                             | No hi participà                                                             | No hi participà                                                             | No hi participà                                                             |
| 1954                        | No hi participà                                                             | No hi participà                                                             | No hi participà                                                             | No hi participà                                                             | No hi participà                                                             | No hi participà                                                             | No hi participà                                                             | No hi participà                                                             |
| 1958                        | Quarts de final                                                             | 7s                                                                          | 5                                                                           | 2                                                                           | 1                                                                           | 2                                                                           | 5                                                                           | 6                                                                           |
| 1962                        | Quarts de final                                                             | 6s                                                                          | 4                                                                           | 2                                                                           | 1                                                                           | 1                                                                           | 9                                                                           | 7                                                                           |
| 1966                        | Quart lloc                                                                  | 4s                                                                          | 6                                                                           | 4                                                                           | 0                                                                           | 2                                                                           | 10                                                                          | 6                                                                           |
| 1970                        | Quarts de final                                                             | 5s                                                                          | 4                                                                           | 2                                                                           | 1                                                                           | 1                                                                           | 6                                                                           | 2                                                                           |
| 1974                        | Desqualificat per refusar de viatjar a Xile després del cop d'estat de 1973 | Desqualificat per refusar de viatjar a Xile després del cop d'estat de 1973 | Desqualificat per refusar de viatjar a Xile després del cop d'estat de 1973 | Desqualificat per refusar de viatjar a Xile després del cop d'estat de 1973 | Desqualificat per refusar de viatjar a Xile després del cop d'estat de 1973 | Desqualificat per refusar de viatjar a Xile després del cop d'estat de 1973 | Desqualificat per refusar de viatjar a Xile després del cop d'estat de 1973 | Desqualificat per refusar de viatjar a Xile després del cop d'estat de 1973 |
| 1978                        | No es classificà                                                            | No es classificà                                                            | No es classificà                                                            | No es classificà                                                            | No es classificà                                                            | No es classificà                                                            | No es classificà                                                            | No es classificà                                                            |
| 1982                        | Segona fase                                                                 | 7s                                                                          | 5                                                                           | 2                                                                           | 2                                                                           | 1                                                                           | 7                                                                           | 4                                                                           |
| 1986                        | Vuitens de final                                                            | 10s                                                                         | 4                                                                           | 2                                                                           | 1                                                                           | 1                                                                           | 12                                                                          | 5                                                                           |
| 1990                        | Primera fase                                                                | 17s                                                                         | 3                                                                           | 1                                                                           | 0                                                                           | 2                                                                           | 4                                                                           | 4                                                                           |
| Total                       | Quart lloc                                                                  | Quart lloc                                                                  | 31                                                                          | 15                                                                          | 6                                                                           | 10                                                                          | 53                                                                          | 34                                                                          |

## Participacions en l'Eurocopa
- 1960 - Campió
- 1964 - Final - 2n lloc
- 1968 - Semifinals - 4t lloc
- 1972 - Final - 2n lloc
- 1976 - Quarts de final
- 1980 - No es classificà
- 1984 - No es classificà
- 1988 - Final - 2n lloc

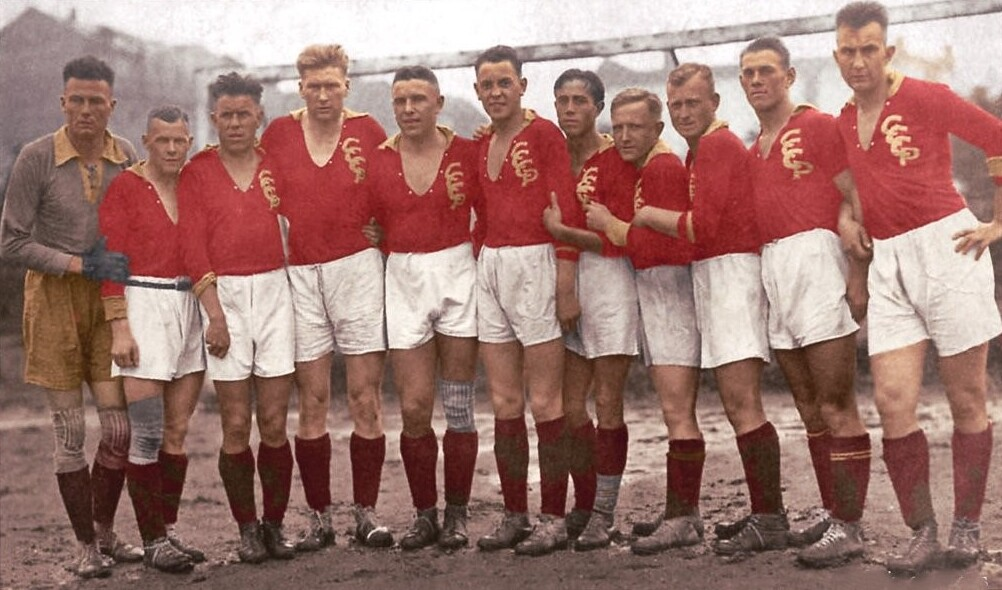
Selecció soviètica l'any 1927.

- 1992 - Primera fase (Va jugar amb el nom de Comunitat d'Estats Independents)

## Jugadors històrics
| - Vsévolod Bobrov - Anatoli Bixovets - Fiódor Txerenkov - Lev Iaixin - Ígor Txislenko - Rinat Dassàiev - Grigori Fedotov - Iuri Gavrilov - Dmitri Kharine - Galimzian Hussainov - Anatoli Ilin - Valentín Ivanov - Vagiz Khidiatullin - Evgeni Lovtxev - Ígor Neto | - Alexei Paramonov - Viktor Ponedelnik - Evgeni Rudakov - Albert Xesternev - Eduard Streltsov - Valeri Voronin - Serguei Baltatxa - Íhor Belànov - Vladímir Biessónov - Oleh Blokhín - Leonid Buriak - Ígor Txislenko - Oleksi Mikhaïlitxenko - Viktor Kolotov - Anatoli Konkov | - Gennadi Litovtxenko - Oleh Protasov - Vassili Rats - Aleksandr Zavarov - Alexandre Txivadze - David Kipiani - Murtaz Khurtsilava - Mikheil Meskhi - Slava Metreveli - Ramaz Xengelia - Khoren Oganessian - Nikita Simonian - Plantilla:Country data Belarús Serguei Aleinikov - Anatoli Banixevski |